# Nemanja Jović
Nemanja Jović (Servisch: Немања Јовић) (Zvornik, 8 augustus 2002) is een Servisch voetballer die bij voorkeur als aanvaller speelt. Hij speelt bij FK Partizan.

## Clubcarrière
Jović debuteerde in december 2020 in de Servische competitie. Op 6 februari 2021 maakte hij zijn eerste competitietreffer. In zijn eerste seizoen maakte de spits vijf doelpunten in twintig competitieduels

## Interlandcarrière
Op 7 juni 2021 debuteerde Jović voor Servië in een oefeninterland tegen Jamaica.